# Luật Hợp đồng Cộng hòa Nhân dân Trung Hoa
Luật Hợp đồng Cộng hòa Nhân dân Trung Hoa (tiếng Trung: 中华人民共和国合同法) là đạo luật tại Trung Quốc có hiệu lực từ ngày 1 tháng 10 năm 1999 và bị bãi bỏ vào ngày 1 tháng 1 năm 2021 khi Bộ luật Dân sự chính thức được thi hành. Đây là nguồn luật chính về hợp đồng tại Trung Quốc. Phiên bản gần đây nhất của luật này đã kết hợp nhiều phần của luật hợp đồng Trung Quốc vốn trước đây nằm rải rác trong các đạo luật thực chất khác, từ đó góp phần tăng cường tính thống nhất trong hệ thống pháp luật. Luật bao gồm cả quy định chung và quy định riêng, đồng thời chứa quy tắc pháp lý liên quan đến việc hình thành, thực hiện và vi phạm hợp đồng. Luật này cũng cho phép các bên ký kết nhiều loại hợp đồng khác nhau.
"Nguyên tắc tự do ký kết hợp đồng, thiện chí và thúc đẩy giao dịch là những nguyên tắc đã định hướng và dẫn dắt quá trình xây dựng Luật Hợp đồng, đồng thời được thể hiện trong nhiều quy định quan trọng của luật này."
Mục đích chính của luật được nêu trong Điều 1: "Luật này được ban hành nhằm mục đích bảo vệ quyền và lợi ích hợp pháp của các bên trong hợp đồng, duy trì trật tự kinh tế - xã hội và thúc đẩy hiện đại hóa xã hội chủ nghĩa."
Điều 2 đưa ra định nghĩa về hợp đồng như sau: "Theo quy định của Luật này, hợp đồng là sự thỏa thuận về việc xác lập, thay đổi hoặc chấm dứt quan hệ quyền và nghĩa vụ dân sự giữa các cá nhân, pháp nhân hoặc tổ chức khác với tư cách là chủ thể có địa vị pháp lý ngang bằng nhau. Những thỏa thuận liên quan đến việc xác lập quan hệ nhân thân như hôn nhân, nhận con nuôi và giám hộ sẽ do các quy định của luật khác điều chỉnh.
Luật Hợp đồng gồm 23 chương với tổng cộng 428 điều.